# Condéon
Condéon é uma comuna francesa na região administrativa da Nova Aquitânia, no departamento de Charente. Estende-se por uma área de 31,4 km². Em 2010 a comuna tinha 619 habitantes (densidade: 19,7 hab./km²).